# 以色列—日本關係
以色列—日本關係（日语：日本とイスラエルの関係、希伯來語：‎）是指以色列和日本兩國之間的關係。
1952年5月15日，日本承認以色列在東京開設公使館。1954年，日本駐土耳其大使開始兼任駐以色列大使。1955年，日本在特拉維夫開設公使館。1963年，兩國關係升格為大使級關係。以色列政府於1985年頒發國際義人予杉原千畝，他在第二次世界大戰期間擔任日本駐立陶宛代領事時，發放上千張過境簽證給猶太人，使不少猶太人得以免於遭納粹德國迫害。2011年3月11日，日本發生東日本大震災，以色列是首個派出醫療支援隊的國家。
以色列在日本東京都的千代田区二番町設有以色列駐日大使館，2015年11月起在大阪府大阪市的梅田設有西日本以色列貿易事務所；日本在以色列的台拉維夫設有日本駐以色列大使館。據2014年6月時的統計，以色列有924名日本人定居。2013年時，日本有499名以色列人定居。